# Constance Abernathy
Constance Abernathy —Constance Davies nom de soltera— (Detroit, Michigan, 20 de juny de 1931 - 18 de juny de 1994) va ser una arquitecta i joiera nord-americana, sòcia de l'arquitecte Buckminster Fuller. Va estudiar arquitectura a la Universitat de Michigan (classe de 1953).
Es va casar amb J. T. Abernathy, un professor d'art a la mateixa universitat, encara que la seva unió duraria pocs anys. Es va mudar a París temps després, exercint-se com a arquitecta en aquesta ciutat i en alguns altres llocs d'Europa.
Va morir de càncer el 1994.

## Arquitectura
Abernathy va treballar en un projecte especial amb Buckminster Fuller per crear un dom geodèsic en forma d'ouera, a més de servir com la seva secretària personal manejant els seus arxius. Entre 1966 i 1971 va dirigir l'oficina de Fuller a la ciutat de Nova York.

## Joieria
Inicialment en 1977, Abernathy es va convertir en joiera. A Nova York va treballar per a diversos artistes reconeguts, dels quals es destacaven els escultors i pintors Larry Rivers, Peter Reginato, Peter Young, Ronnie Landfield i Dan Christensen. En els vuitanta va començar a incloure pedres precioses en les seves creacions. Els seus collarets van ser usats per l'actriu Clarice Taylor, entre d'altres. Alguns dels seus treballs reposen al Museu Cooper Hewitt i al Museu d'Art i Disseny.